# Mistrzostwa Polski w Badmintonie 2020
Mistrzostwa Polski w Badmintonie 2020 – 56. edycja mistrzostw, która odbyła się w dniach 17–20 września 2020 roku w Hali Sportowej Zespołu Szkół Rolniczych w Białymstoku.

## Medaliści
| Konkurencja             | Złoty                                                                        | Srebrny                                                                      | Brązowy |
| Gra pojedyncza mężczyzn | Adrian Dziółko (Hubal Białystok)                                             | Mateusz Świerczyński (SBK Suwałki)                                           | Michał Walentek (Kolejarz Częstochowa) Mateusz Dubowski (ABRM Warszawa)                                                                             |
| Gra pojedyncza kobiet   | Wiktoria Dąbczyńska (Orlicz Suchedniów)                                      | Joanna Rudna (ABRM Warszawa)                                                 | Karolina Władzińska (ABRM Warszawa) Anastazja Chomicz (SBK Suwałki)                                                                                 |
| Gra podwójna mężczyzn   | Przemysław Wacha (AZSUM Łódź) Michał Łogosz (SKB Suwałki)                    | Adam Cwalina (ABRM Warszawa) Przemysław Szydłowski (ABRM Warszawa)           | Jakub Melaniuk (Unia Bieruń) Szymon Ślepecki (Technik Głubczyce) Jacek Kołumbajew (AZS UM Łódź) Piotr Wasiluk (LUKS Choroszcz)                      |
| Gra podwójna kobiet     | Wiktoria Dąbczyńska (Orlicz Suchedniów) Aleksandra Pająk (Orlicz Suchedniów) | Olga Miksza (ABRM Warszawa) Magdalena Świerczyńska (ABRM Warszawa)           | Paulina Hankiewicz (ABRM Warszawa) Dominika Kwaśnik (Feniks Kędzierzyn-Koźle) Kornelia Marczak (Plesbad Pszczyna) Dagmara Pękała (Plesbad Pszczyna) |
| Gra mieszana            | Paweł Śmiłowski (Hubal Białystok) Magdalena Świerczyńska (ABRM Warszawa)     | Robert Cybulski (ABRM Warszawa) Wiktoria Adamek (Ząbkowice Dąbrowa Górnicza) | Adam Szolc (Hubertus Zalesie) Kornelia Marczak (Plesbad Pszczyna) Wiktor Trecki (Unia Bieruń) Paulina Hankiewicz (ABRM Warszawa)                    |